# Borealosuchus
Borealosuchus è un genere estinto di coccodrillo, vissuto tra il Cretaceo superiore e l'Eocene (70 - 50 milioni di anni fa). I suoi resti sono stati ritrovati in numerose località fossilifere del Nordamerica. 

## Descrizione

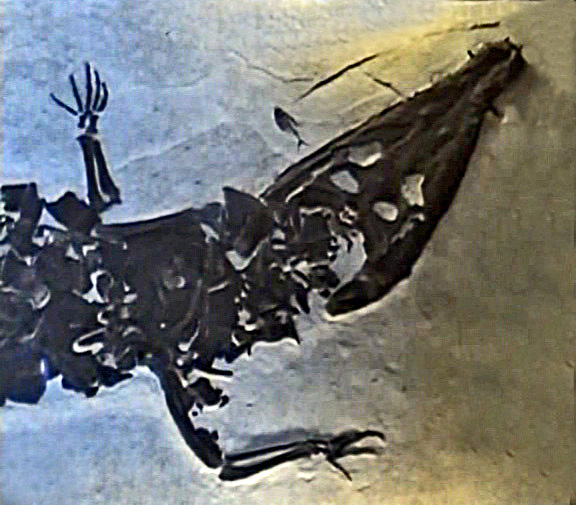
Borealosuchus wilsoni, da Green River Formation, nel Fossil Butte National Monument

Lungo circa cinque metri, questo animale era piuttosto simile a un coccodrillo odierno, ma alcune caratteristiche, in particolare del cranio, indicano che Borealosuchus aveva un aspetto a metà tra un alligatore e un coccodrillo vero e proprio. Il muso era relativamente lungo e stretto, ma ciononostante era piuttosto robusto. 

## Classificazione
Il genere Borealosuchus è stato istituito nel 1997 per includere numerose specie precedentemente attribuite a Leidyosuchus. La specie tipo è Borealosuchus sternbergi, ritrovato in strati del Cretaceo superiore (Maastrichtiano) in Colorado, Montana, Dakota del Nord, Dakota del Sud e Wyoming; B. acutidentatus, invece, visse nel Paleocene in Saskatchewan, mentre B. griffithi proviene dal Paleocene dell'Alberta e B. wilsoni dall'Eocene del Wyoming. La specie più nota è però B. formidabilis, i cui numerosi resti sono stati ritrovati in North Dakota in strati del Paleocene, nel sito di Wannagan Creek. Borealosuchus è considerato un rappresentante primitivo dei Crocodylia, ancestrale sia ai veri coccodrilli che agli alligatori, e forse ancor più basale di forme come Boverisuchus.

## Stile di vita
La specie Borealosuchus formidabilis visse in un ambiente caldo e umido, costituito da lagune tropicali e da acquitrini. Il clima doveva essere simile a quello della Florida attuale. Borealosuchus doveva essere un eccellente cacciatore di pesci e di altri vertebrati acquatici.